# Iryna Tananajko
Iryna Oleksandrovna Tananajko (in ucraino Ірина Олександрівна Тананайко?, in bielorusso Ірына Аляксандраўна Тананайкa?, Iryna Aljaksandraŭna Tananajka; Mahilëŭ, 5 marzo 1976) è un'ex biatleta bielorussa naturalizzata ucraina.

## Biografia
In Coppa del Mondo ottenne il primo risultato di rilievo il 30 novembre 1996 a Lillehammer (48ª) e l'unico podio il 17 dicembre 1998 a Osrblie (2ª).
In carriera prese parte a un'edizione dei Giochi olimpici invernali, Nagano 1998 (22ª nella sprint, 22ª nell'individuale, 12ª nella staffetta), e a sei dei Campionati mondiali (7ª nella staffetta a Oberhof 2004 il miglior risultato).

## Palmarès

### Coppa del Mondo
- Miglior piazzamento in classifica generale: 41ª nel 1999
- 1 podio (a squadre[1]):
  - 1 secondo posto